# بالوک، دونبارتونشر غربی
longitudeبالوک، دونبارتونشر غربیlatitudeبالوک، دونبارتونشر غربی
بالوک، دونبارتونشر غربی (به انگلیسی: Balloch) یک شهرک در اسکاتلند است که در دونبارتونشر غربی واقع شده‌است.